# Rahère

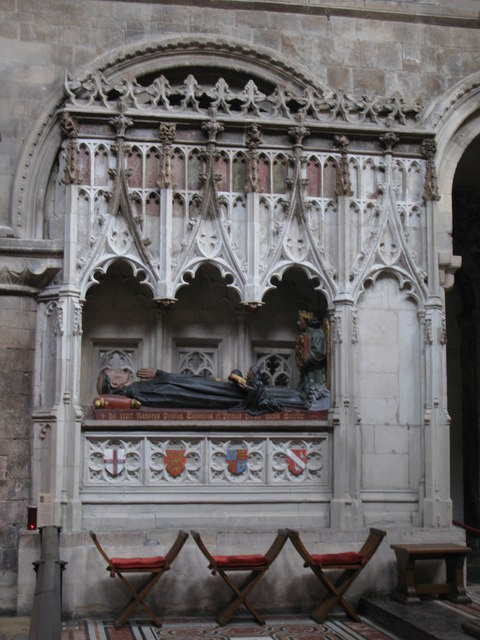
Le sépulcre de Rahère à l'église prieurale Saint-Barthélemy-le-Grand

Rahère, mort un 20 septembre 1143,1144 ou 1145, est un ecclésisatique connu pour être le fondateur du St Bartholomew's Hospital.

## Biographie
Sa vie nous est connue par l'ouvrage Liber fundacionis ecclesiae Sancti Bartholomei Londoniensis, écrit quarante ans après sa mort, et qui subsiste à travers une copie du XVe siècle. Rahère y est décrit comme un personnage de basse extraction qui grâce à ses talents de courtisan parvient à devenir un familier du roi et de son entourage et à se faire patronner. 
Il est très probablement le Raherius qui, vers 1120, est chanoine de la cathédrale Saint-Paul de Londres et prébendier de Chamberlainwood (Middlesex).
San que l'on sache pourquoi, il cherche le pardon et effectue un pèlerinage à Rome. Durant son séjour, il tombe sérieusement malade. C'est là qu'il fait la promesse à Dieu de fonder un hôpital, dût-il guérir. Sur le chemin du retour en Angleterre, il a une vision dans laquelle saint Barthélemy lui enjoint de construire une église à Smithfield. Le roi Henri Ier d'Angleterre, impressionné par l'homme, lui donne les terres du domaine royal nécessaires. Rahère, qui a choisi de suivre la règle des Augustins est le premier prieur, fonction qu'il occupe jusqu'à sa mort. La date traditionnelle retenue pour la fondation du prieuré et de l'hôpital est mars 1123. C'est le premier grand hôpital de l'Angleterre.
Le Liber fundacionis dit qu'il est mort un 20 septembre, mais il contient deux passages contradictoires qui font qu'on ne peut être certain de l'année précise de l'événement à une année près. Rahère est inhumé dans l'église prieurale.

## Image populaire
Dans les siècles suivant sa mort, son image publique change, et il n'est plus l'humble moine bienveillant procurant des soins aux plus pauvres, mais devient, sous la plume de John Stow (XVIe siècle), « un gentleman à la conversation plaisante, et le ménestrel du roi ». Thomas Deloney (XVIe siècle), dans son roman populaire Thomas of Reading, le présente « le musicien le plus doué de son temps et dont la fortune était très importante ». Il est aussi fréquemment représenté comme le ménestrel ou le bouffon royal.
Rudyard Kipling, qui selon William Dillingham s'est projeté sur le personnage de Rahère, lui consacre une nouvelle, « The tree of justice », publiée dans le recueil Debits and Credits et d'un poème, « Rahere ». 